# Consejo Nacional para la Democracia y el Desarrollo
El Consejo Nacional para la Democracia y el Desarrollo (en francés: Conseil National de la Démocratie et du Dévelopement) fue una junta militar de Guinea, que hasta el 21 de diciembre de 2010 estuvo en el poder.
El CNDD se hizo con el poder a través de un golpe de Estado ocurrido el 23 de diciembre de 2008, tras la muerte el día anterior de Lansana Conté, el hasta entonces máximo mandatario del país.

## Miembros
El 23 de diciembre, el CNDD anunció que los miembros de su Consejo eran en ese momento los siguientes:
1. Capitán Moussa Dadis Camara - previamente jefe de la unidad de suministro de combustible del ejército[2]
2. Brigadier general Mamadou Camara
3. Teniente coronel Sékouba Konaté - previamente jefe de una unidad de élite del ejército[2]
4. Teniente coronel Mathurin Bangoura
5. Teniente coronel Aboubacar Sidiki Camara
6. Comandante Oumar Baldé
7. Comandante Mamadi Mara
8. Comandante Almamy Camara
9. Teniente Mamadou Bhoye Diallo
10. Capitán Kolako Béavogui
11. Teniente coronel Kandia Mara
12. Coronel Sékou Mara
13. Morciré Camara
14. Alpha Yaya Diallo
15. Teniente coronel Mamadou Korka Diallo
16. Capitán Kéléti Faro
17. Teniente coronel Fodéba Touré
18. Comandante Cheick Tidiane Camara
19. Coronel Sékou Sako
20. Subteniente Claude Pivi
21. Teniente Saa Alphonse Touré
22. Moussa Kéïta
23. Aédor Bah
24. Comandante Bamou Lama
25. Mohamed Lamine Kaba
26. Capitán Daman Condé
27. Comandante Amadou Doumbouya
28. Teniente Moussa Kékoro Camara
29. Issa Camara
30. Teniente coronel Abdoulaye Chérif Diaby
31. Doctor Diakité Aboubacar Chérif
32. Mamadi Condé
33. Subteniente Cheick Ahmed Touré